# Мрше
Мрше (словен. Mrše) — поселення в общині Хрпелє-Козіна, Регіон Обално-крашка, Словенія. Висота над рівнем моря: 723,5 м. Розташоване на кордоні з Італією.